# Шевчик, Владимир Николаевич
Влади́мир Никола́евич Ше́вчик (1923—1980) — советский учёный-физик, профессор, доктор физико-математических наук, ректор Саратовского государственного университета имени Н. Г. Чернышевского (1970—1977).
Основная область научных интересов В. Н. Шевчика — сверхвысокочастотная электроника.

## Биография
Родился 1 июля 1923 года в Саратове. Отец был строительным рабочим, мать — домохозяйка.
В 1941 году окончил саратовскую среднюю школу № 14 и поступил на физико-математический факультет Саратовского государственного университета. Окончил физический факультет в 1947 году.
В 1947 году поступил в аспирантуру к профессору П. В. Голубкову, заведующему кафедрой общей физики — одному из основателей физического факультета.
В 1951 году защитил кандидатскую диссертацию по физико-математическим наукам. В 1958 году был утверждён заведующим кафедрой электроники.
В 1963 году защитил докторскую диссертацию и в 1965 — стал профессором.
С 1967 года и до последних дней жизни был директором НИИ Механики и Физики при СГУ, а в 1970—1977 годах — ректором Саратовского университета.
Владимир Николаевич был ответственным редактором межвузовских сборников «Вопросы электроники СВЧ», членом редколлегии «Известия вузов. Радиофизика», председателем и членом диссертационных советов. Занимался общественной деятельностью — был членом городского Совета депутатов трудящихся, членом обкома и райкома КПСС, делегатом XXV съезда КПСС.
Умер 12 февраля 1980 года, похоронен в Саратове на Елшанском кладбище.

## Награды
- Был награждён орденами Трудового Красного Знамени, «Знак Почёта» и медалями.

## Работы
- Шевчик, В. Н. Анализ дискретного взаимодействия электронного потока с бегущей волной с учётом пространственного заряда в применении к теории ЛОВ / В. Н. Щевчик, Б. Г. Цикин // Городская научная конференция по радиоэлектронике, посвященная 50-летию Саратовского государственного университета имени Н. Г. Чернышевского : тезисы докладов и сообщений. Саратов : Издательство СГУ, 1959. С. 31.
- Шевчик, В. Н. Анализ обмена энергией между электронным потоком и электромагнитной волной / В. Н. Шевчик // Радиотехника и электроника. 1957. Т. 2, вып. 1. С. 104—110
- Шевчик, В. Н. Аналитические методы расчета в электронике СВЧ / В. Н. Шевчик, Д. И. Трубецков. Москва : Советское радио, 1970. 584 с.
- Шевчик, В. Н. Взаимодействие электронных пучков с электромагнитными волнами / В. Н. Шевчик. Саратов : Издательство СГУ, 1963. 154 с.
- Шевчик, В. Н. Влияние отражений на работу лампы обратной волны / В. Н. Шевчик, Н. И. Синицын // Радиотехника и электроника. 1963. Т. 8, вып. 1. С. 99- 107 : рис. Библиогр.: с. 107
- Шевчик, В. Н. Волновые и колебательные явления в электронных потоках на сверхвысоких частотах / В. Н. Шевчик, Г. Н. Шведов, А. В. Соболева. Саратов : Издательство СГУ, 1962. с. 314—335.